# Puccinia galii-cruciatae
Puccinia galii-cruciatae är en svampart som beskrevs av Duby 1830. Puccinia galii-cruciatae ingår i släktet Puccinia och familjen Pucciniaceae.   Inga underarter finns listade i Catalogue of Life.